# Rhabdamia nuda
Rhabdamia nuda és una espècie de peix pertanyent a la família dels apogònids.

## Hàbitat
És un peix marí, associat als esculls i de clima tropical.

## Distribució geogràfica
Es troba a l'Índic occidental: Karachi (el Pakistan).

## Observacions
És inofensiu per als humans.